# Ray Enright
Ray Enright (* 25. Mai 1896 in Anderson, Indiana; † 3. April 1965 in Hollywood, Kalifornien) war ein US-amerikanischer Filmregisseur, Drehbuchautor und Filmeditor. Als Regisseur drehte er 73 Filme.

## Leben und Werk
Ray Enright kam als Fünfjähriger mit seinen Eltern nach Los Angeles. Nach dem Ende seiner Highschool-Zeit begann er seine Karriere als Schnittassistent in Mack Sennetts Keystone Studios, wo er an den frühen Chaplin-Komödien mitwirkte. Nach seiner Dienstzeit im Ersten Weltkrieg in Frankreich beim United States Army Signal Corps arbeitete Enright für Thomas H. Ince und schließlich für Warner Brothers. Sein Debüt als Regisseur hatte Enright in „Rin-Tin-Tin und die Goldgräber“ (Jaws of Steel) (1927). In den 1930er Jahren arbeitete er für Warner Brothers und First National. In den 1940er Jahren arbeitete er für Columbia Pictures, Universal Studios und RKO Pictures und wechselte zu Actionfilmen und Western mit dem damaligen Star Randolph Scott.
Enright arbeitete unter anderem an „Tracked by the Police“ (1927), „Song of the West“ (1930), „Ein schwerer Junge“ (The St. Louis Kid) (1934, mit James Cagney), „China Clipper“ (1936), „Slim“ (1937, mit Henry Fonda), „Gold Diggers in Paris“ (1938), „Brother Rat and a Baby“ (1940), „Von Stadt zu Stadt“ (The Wagons Roll at Night) (1941, mit Humphrey Bogart), „Die Freibeuterin“ (The Spoilers) (1942, mit Marlene Dietrich), „Der Schrecken von Texas“ (Return of the Badmen) (1948), „Montana“ (1950, mit Errol Flynn) und sein letzter Film, die italienische Produktion, „Verschwörung in Algier“ (Dramma nella Casbah/The Man from Cairo) (1953, gedreht in Algier).
Ray Enright, im Abspann auch als Raymond Enright genannt, starb nach langer Krankheit im Alter von 68 Jahren in Hollywood an einem Herzinfarkt. Seine letzte Ruhestätte befindet sich auf dem Forest Lawn Memorial Park Cemetery in Glendale.

## Filmografie

### Regisseur
- 1927: Razzia (The Girl from Chicago)
- 1927: Tracked by the Police
- 1927: Rin-Tin-Tin und die Goldgräber (Jaws of Steel)
- 1928: Domestic Troubles
- 1928: Land of the Silver Fox
- 1928: The Little Wildcat
- 1929: Kid Gloves
- 1929: Skin Deep
- 1929: Stolen Kisses
- 1930: Dancing Sweeties
- 1930: Die Zirkusprinzessin (Golden Dawn)
- 1930: Scarlet Pages
- 1930: Song of the West
- 1932: Play-Girl
- 1932: The Tenderfoot
- 1933: Blondie Johnson
- 1933: Havana Widows
- 1933: The Silk Express
- 1933: Tomorrow at Seven
- 1934: Broadway-Show (Dames)
- 1934: I've Got Your Number
- 1934: Ein schwerer Junge (The St. Louis Kid)
- 1934: The Circus Clown
- 1934: Twenty Million Sweethearts
- 1935: Alibi Ike
- 1935: Miss Pacific Fleet
- 1935: Traveling Saleslady
- 1935: We're in the Money
- 1935: While the Patient Slept
- 1936: China Clipper
- 1936: Der geborene Verkäufer (Earthworm Tractors)
- 1936: Sing Me a Love Song
- 1936: Snowed Under
- 1937: Slim
- 1937: Back in Circulation
- 1937: Ready, Willing and Able
- 1937: The Singing Marine
- 1938: Going Places
- 1938: Gold Diggers in Paris
- 1938: Hard to Get
- 1938: Swing Your Lady
- 1939: Naughty But Nice
- 1939: On Your Toes
- 1939: The Angels Wash Their Faces
- 1940: Ein Bombenerfolg (An Angel from Texas)
- 1940: Brother Rat and a Baby
- 1940: River's End
- 1940: Teddy the Rough Rider
- 1941: Flucht in die Tropen (Law of the Tropics)
- 1941: Die Rächer von Missouri (Bad Men of Missouri)
- 1941: Von Stadt zu Stadt (The Wagons Roll at Night)
- 1941: Thieves Fall Out
- 1941: Throwing a Party
- 1942: Die Freibeuterin (The Spoilers)
- 1942: Men of Texas
- 1942: Sin Town
- 1942: Der wilde Bill (Wild Bill Hickok Rides)
- 1943: Good Luck, Mr. Yates
- 1943: The Iron Major
- 1943: The Rear Gunner
- 1943: Unternehmen Donnerschlag (Gung Ho!: The Story of Carlson's Makin Island Raiders)
- 1945: Am Himmel von China (China Sky)
- 1945: Man Alive
- 1946: One Way to Love
- 1947: Die Todesreiter von Kansas (Trail Street)
- 1948: Abrechnung in Coroner Creek (Coroner Creek)
- 1948: Der Rächer der Todesschlucht (Albuquerque)
- 1948: Der Schrecken von Texas (Return of the Bad Men)
- 1949: Konterbande (South of St. Louis)
- 1950: Montana (Montana)
- 1950: Reiter ohne Gnade (Kansas Raiders)
- 1952: Die roten Teufel von Arizona (Flaming Feather)
- 1953: Verschwörung in Algier (Dramma nella Kasbah)

### Drehbuchautor
- 1931: Gold Dust Gertie
- 1931: Local Boy Makes Good
- 1931: Side Show
- 1932: Fireman, Save My Child

### Filmeditor
- 1925: The Man on the Box
- 1926: The Better 'Ole